# Роберт Кестнер
Роберт Кестнер (нім. Robert Kaestner; 27 жовтня 1913, Франкфурт-на-Майні — 18 листопада 1990, Зесгаупт) — німецький офіцер, оберст вермахту (1 грудня 1944). Кавалер Лицарського хреста Залізного хреста з дубовим листям.

## Біографія
1 жовтня 1931 року вступив в 15-й піхотний полк. В жовтні 1936 року направлений в 105-й піхотний полк. Учасник Французької і Балканської кампаній, а також Німецько-радянської війни. З 11 липня 1941 року — командир 7-ї роти, з 1 липня 1943 року — 2-го батальйону, з 1 липня 1942 року — свого полку. Відзначився у боях в Корсунському котлі, де очолив прорив. З 5 грудня 1944 року — командир 905-ї піхотної дивізії, яка вела бої на Рейні. З 1 березня 1945 року — командир 16-ї народно-гренадерської дивізії на Західному фронті. 2 травня 1945 року взятий в полон американськими військами. В 1946 році звільнений.

## Нагороди
- Медаль «За вислугу років у Вермахті» 4-го класу (4 роки)
- Медаль «За Атлантичний вал»
- Залізний хрест
  - 2-го класу (15 червня 1940)
  - 1-го класу (19 квітня 1941)
- Штурмовий піхотний знак в сріблі
- Медаль «За зимову кампанію на Сході 1941/42»
- Медаль «Хрестовий похід проти комунізму» (Румунське королівство)
- Нагрудний знак ближнього бою в сріблі
- Відзначений у Вермахтберіхт (2 грудня 1943)
- Лицарський хрест Залізного хреста з дубовим листям
  - лицарський хрест (11 грудня 1943)
  - дубове листя (№ 401; 21 лютого 1944)